# Carlos Olivieri
Carlos Olivieri (Buenos Aires; 1948) es un actor y director argentino.

## Filmografía

### Cine
| Películas | Películas             | Películas   | Películas                                           |
| Año       | Título                | Personaje   | Director                                            |
| --------- | --------------------- | ----------- | --------------------------------------------------- |
| 1959      | Las tierras blancas   | Odiseo      | Hugo del Carril                                     |
| 1960      | Culpable              |             | Hugo del Carril                                     |
| 1961      | Esta tierra es mía    |             | Hugo del Carril                                     |
| 1962      | El último piso        |             | Daniel Cherniavsky                                  |
| 1963      | La murga              |             | René Mugica                                         |
| 1965      | Psique y sexo         |             | Ernesto Bianco Enrique Cahen Salaberry Dino Minitti |
| 1971      | El ayudante           | Edgardo     | Mario David                                         |
| 1973      | La malavida           | Maximiliano | Hugo Fregonese                                      |
| 1975      | Más allá del sol      | Tomás       | Hugo Fregonese                                      |
| 1984      | Condenada al infierno | Abelardo    | Aníbal Di Salvo                                     |
| 1986      | L'ultima mazurka      |             | Gianfranco Bettetini                                |
| 1988      | Sur                   | Flaco       | Pino Solanas                                        |

### Telenovelas
| Año  | Título                       | Papel              | Notas    |
| ---- | ---------------------------- | ------------------ | -------- |
| 1964 | El hogar que nos negamos     | Bernardo           | Canal 13 |
| 1964 | Un rincón para morir         | Mauricio           | Canal 13 |
| 1969 | La cruz de Marisa Cruces     | Emilio             | Canal 13 |
| 1970 | Perdón para una mujer        | Alberto            | Canal 13 |
| 1971 | Estación Retiro              | Renato             | Canal 9  |
| 1972 | Un extraño en nuestras vidas | Pino               | Canal 13 |
| 1974 | Enséñame a quererte          | Demetrio           | Canal 9  |
| 1979 | La posada del sol            | Eddie              | Canal 13 |
| 1980 | Rosa... de lejos             | Tomás Ramos        | ATC      |
| 1981 | Un latido distinto           | Eduardo            | ATC      |
| 1981 | Laura mía                    | Antonio            | ATC      |
| 1982 | Juan sin nombre              | Secundino          | Canal 9  |
| 1983 | Los días contados            | Juanca             | ATC      |
| 1985 | Sólo un hombre               | Gabriel            | Canal 9  |
| 1985 | Rompecabezas                 | Dr. Fabián Aguirre | Canal 11 |

### Series y unitarios
| Series de televisión | Series de televisión         | Series de televisión | Series de televisión |
| Año                  | Serie                        | Personaje            | Canal                |
| -------------------- | ---------------------------- | -------------------- | -------------------- |
| 1970                 | Esta noche... miedo          | Arnaldo              | Canal 11             |
| 1973                 | Teatro de Pacheco            | Fernando             | Canal 9              |
| 1973-1974            | Alta comedia                 | Varios               | Canal 9              |
| 1974                 | En ascenso                   | Fabián               | Canal 9              |
| 1974                 | Vermouth de teatro argentino | Varios               | Canal 9              |
| 1981-1982            | Teatro de humor              | Varios               | Canal 9              |
| 1982                 | Los especiales de ATC        | Edd Dupont           | ATC                  |
| 2011                 | Homeland                     | Participación        |                      |
| 2015                 | Mad Dogs                     | Participación        |                      |

### Director
- Chiquititas (1995)
- Amigos son los Amigos (1990-1993)
- Mi familia es un dibujo (1996-1998)
- Dibu: la película (1997)
- Ojitos verdes (1998)
- Trillizos, dijo la partera (1999)
- Provócame (2001-2002)
- Abre tus ojos (2003-2004)